# Girella stuebeli
Girella stuebeli és una espècie de peix pertanyent a la família dels kifòsids.

## Descripció
- Pot arribar a fer 24 cm de llargària màxima.
- 3 espines i 12 radis tous a l'aleta anal.[6][7]

## Hàbitat
És un peix marí, bentopelàgic i de clima tropical.

## Distribució geogràfica
Es troba a l'Atlàntic oriental central: Cap Verd.

## Observacions
És inofensiu per als humans.